# Diana DeGette

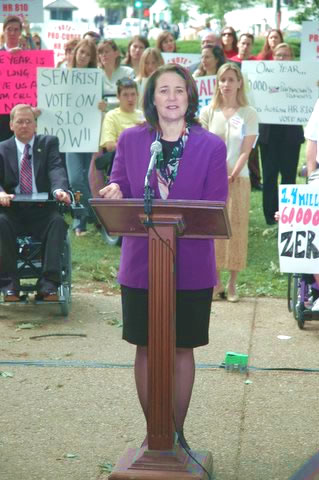
Diane DeGette przemawia w sprawie ustawy o wykorzystywaniu komórek macierzystych w celach leczniczych

Diana Louise DeGette (ur. 29 lipca 1957) – amerykańska polityczka, działaczka Partii Demokratycznej, która od 1997 reprezentuje w Izbie Reprezentantów 1. okręg stanu Kolorado (w tym Denver).
DeGette jest obecnie pierwszym zastępcą whipa (wicelidera i prefekta dyscyplinarnego) większości w Izbie, co sytuuje ją w ścisłym kierownictwie politycznym tego ciała i czyni jedną z najwyżej postawionych i najbardziej wpływowych kobiet w amerykańskiej polityce.
Aczkolwiek urodziła się na Tachikawa w Japonii (gdzie jej ojciec służył w wojsku), pochodzi z rodziny osiadłej od czterech pokoleń w Kolorado. Z wyróżnieniem ukończyła Colorado College w 1979, a następnie zdobyła tytuł doktora praw na New York University (1982).
Po studiach powróciła do Denver, gdzie była bardzo skutecznym prawnikiem, specjalizującym w dziedzinie praw obywatelskich i zatrudnienia.
W 1992 została wybrana do Izby Reprezentantów stanu Kolorado. Uzyskała reelekcję w 1994, jednocześnie zostając zastępczynią lidera mniejszości w izbie niższej legislatury. Na tym etapie kariery zasłynęła przede wszystkim jako autorka ustawy gwarantującej kobietom w Kolorado dostęp bez ograniczeń do klinik aborcyjnych i innych zakładów medycznych. Owa ustawa, zwana Bubble Bill, została potwierdzona przez Sąd Najwyższy w 2000.
Kiedy znana kongresmanka Pat Schroeder, od 1973 reprezentująca 1. okręg w federalnej Izbie Reprezentantów, postanowiła nie ubiegać się o czternastą kadencję w 1996, DeGette zgłosiła swoją kandydaturę. W prawyborach pokonała byłego członka rady miejskiej Denver, Tima Sandosa, popieranego przez burmistrza Wellingtona Webba (uzyskała 55%). Bez większego trudu wygrała właściwe wybory (głosuje on na demokratów nieprzerwanie, z wyjątkiem trzech razy, od 1933). Wybierana ponownie w 1998, 2000, 2002, 2004 i 2006 (za ostatnim razem bez kontrkandydata republikańskiego, zgarniając 76%).
Jest członkonią komisji energii i handlu (jako jedyny przedstawiciel Kolorado). Jest także członkinią i współprzewowniczącą Congressional Diabetes Caucus (sprawy diabetyków) i Pro-Choice Caucus (na rzecz prawa do przerywania ciąży).
Po zwycięstwie demokratów w wyborach kongresowych w 2006 uważano ją za możliwą kandydatkę na nowego whipa większości, ale nie ubiegała się o to stanowisko, które przypadło Jimowi Clyburnowi.
Jest najbardziej znana jako współautorka DeGette-Castle bill (wspólnie z republikaninem Mikiem Castle'em z Delaware), która znosiła ograniczenia w finansowaniach badań nad komórkami macierzystymi w celach leczniczych, wprowadzone przez prezydenta George’a W. Busha. Ustawa została uchwalona przez Izbę i Senat, także głosami wielu republikanów, którzy wtedy byli w większości, ale nie weszła w życie z powodu weta prezydenta (jedynego, jakie do tej pory założył). Obecnie DeGette przewodzi pracom nad nową, która ma większe szanse wobec większości demokratów i poparciu części republikanów.
DeGette jest także współautorką ustawy, która przyznawałaby stolicy kraju, Waszyngtonowi, prawo do posiadania głosującego reprezentanta w Kongresie.
Zamężna z Linem Lipinskym, także prawnikiem, w którym ma dwie córki. Jest pochodzenia irlandzkiego i wschodnioeuropejskiego.